# Markus Breuss

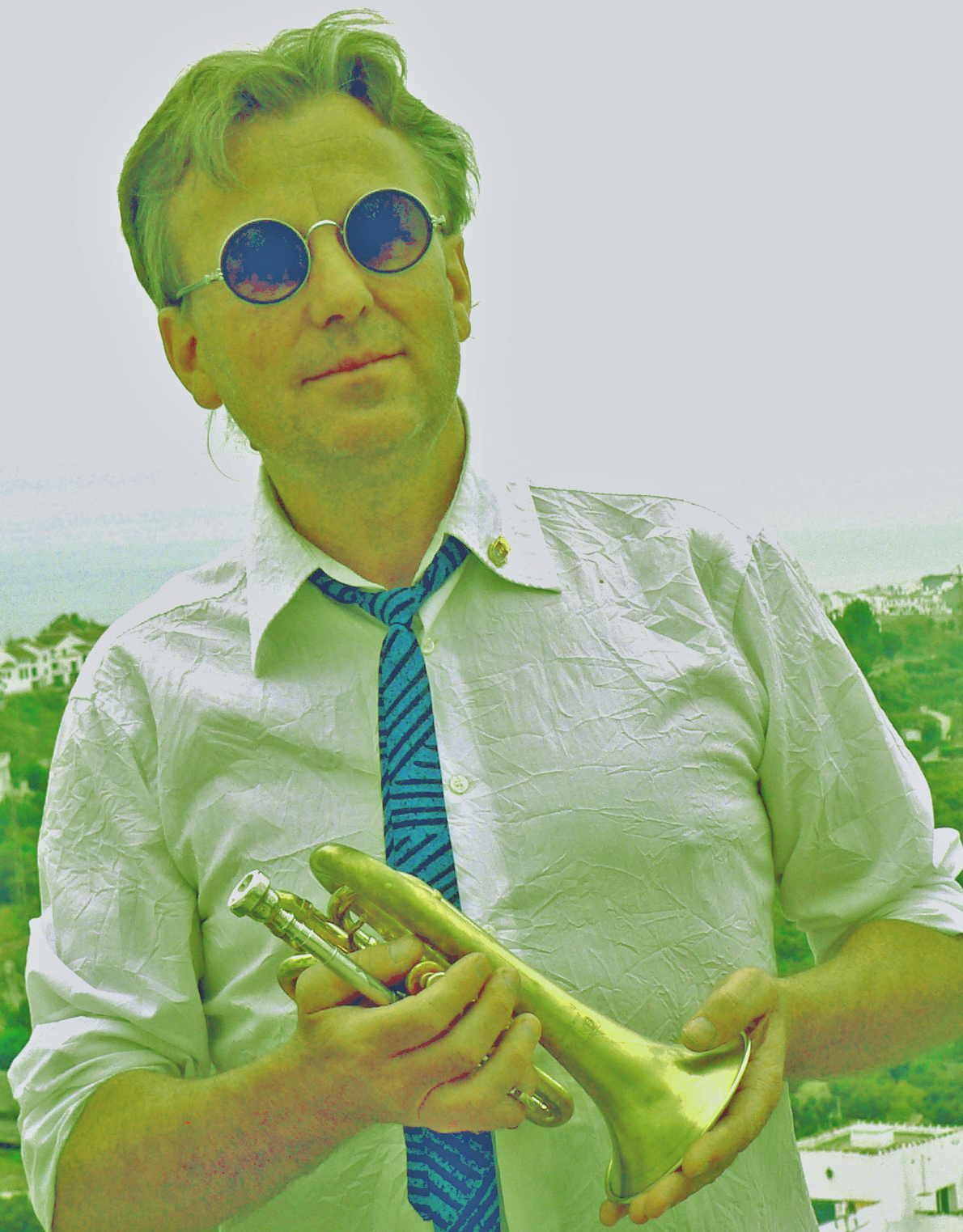
Markus Breuss (2015)

Markus Alfred Breuss (* 22. November 1956 in Altstätten) ist ein Schweizer Jazz- und Improvisationsmusiker (Trompete, Elektronik, Komposition), der seit langem in Spanien lebt und arbeitet. Der Gründer der Gruppe Clónicos wurde auch in Improvisationsgruppen und mit Elektroakustischer Musik bekannt.

## Leben und Wirken
Breuss wurde durch seinen Vater, der als Trompeter im Sinfonieorchester von St. Gallen tätig war, bereits in jungen Jahren an der Trompete ausgebildet. Zunächst spielte er in Opern wie Aida, bevor er den Jazz und auch die Rockmusik für sich entdeckte. 
1984 gründete er in Spanien gemeinsam mit Pelayo Arrizabalaga und  Justo Bagüeste das Ensemble Clónicos, gemeinsamer Hintergrund war die Musik von Karlheinz Stockhausen, Edgar Varèse, Fred Frith, John Zorn und dem Art Ensemble of Chicago. Die Gruppe legte bis 1996 fünf Alben vor. Mit Valentín Álvarez gründete er das Quartett O.C.Q., mit Tsukiko Amakawa Faktor Bossar und mit Oktafish Vylon Slesh, FUNKON und Sextant. Weiterhin hat Breuss mit Llorenç Barber, Fátima Miranda, Malcolm Goldstein und Christian Marclay zusammengearbeitet. 
Als Improvisator arbeitete er im Duo Scorecrackers (mit Pedro López) und im Kalimpong Trio; im FOCO Orchestra kam es zu Begegnungen mit Fred Frith und William Parker. Als Trompeter hat er zudem in Konzerten und Aufnahmen mit verschiedenen Gruppen der spanischen Pop- und Rockszene wie Los Pekenikes der spanischen Fusionband Dead Capo zusammengearbeitet.
Als Komponist schuf Breuss fast hundert Werke, darunter Stücke der Elektroakustik und Kammermusik, die im Auditorio Nacional und Museo Reina Sofía (Madrid) ebenso wie beim New Jazz Festival Moers oder beim Internationalen Theaterfestival Salzburg aufgeführt wurden. 1991 wurde er zur Feier des 700-jährigen Bestehens der Schweizerischen Eidgenossenschaft wurde er beauftragt, eine Performance mit dem Schweizer Maler Daniel Garbade in Madrid aufzuführen.

## Preise und Auszeichnungen
Breuss gewann mit dem Quartett O.C.Q. den ersten Preis des Madrileño Jazz Festivals, im Folgejahr mit O.C.Q. den Preis für die beste Gruppe bei Jazz entre amigos (TVE). 1990 erhielt er den ersten Preis des Roland / Rock de Lux-Wettbewerbs mit Clónicos. 2012 gewann er den Kompositionswettbewerb von INAEM und Radio Clásica.

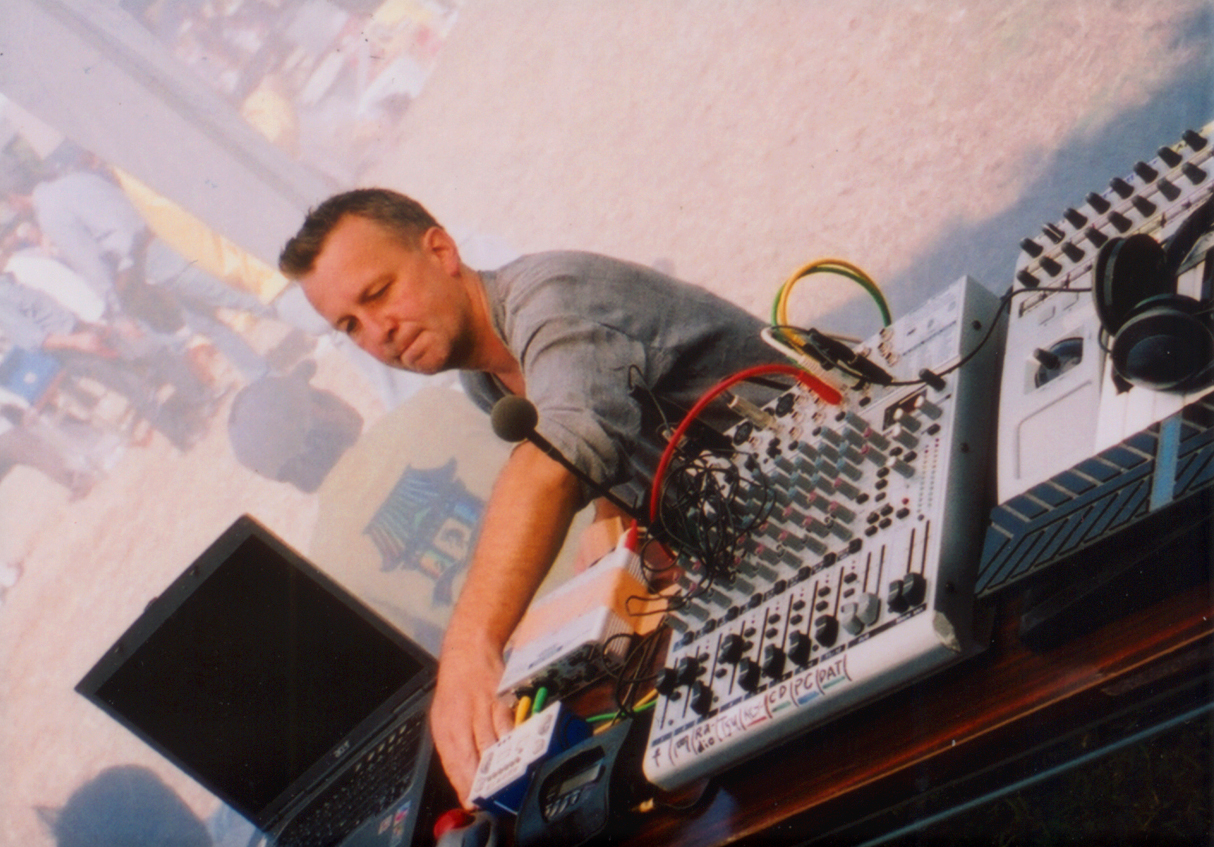
Markus Breuss (2005)

## Diskographie (Auswahl)
- 1985: Clónicos – Aspetti diversi (Linterna Música)
- 1986: OCQ – OCQ (Linterna Música)
- 1987: Clónicos – Figuras Españolas  (Grabaciones Accidentales)
- 1988: OCQ – Metalógica  (Linterna Música)
- 1990: Clónicos – Copa de Veneno (Ediciones Cúbicas)
- 1992:  Desnudo (Hyades Arts)
- 1995: Clónicos – Esquizodelia (Triquinoise)
- 1997: Scorecrackers – Eating Flowers  (Por Caridad Producciones)
- 1999: Awake Hu (CEDI-LE)
- 2003: Breuss Arrizabalaga Quintet Nfamoudou-Boudougou (Hazard Records)
- 2003: Tsukiko Amakawa & Markus Breuss – 7 p.m. Eastern Wartime (Doronko Records)
- 2005: Faktor Bossar – Days of Cries and Poses (Doronko Records)
- 2012: Badabum – Reanimation (Unit Records, mit Bruno Amstad, Hans-Peter Pfammatter, Tsukiko Amakawa, Jesùs Turiῆo, Simon Berz)